# Jess Willard
Jess Willard, född 29 december 1881 i Pottawatomie County, Kansas, död 15 december 1968 i Los Angeles, Kalifornien, var en amerikansk professionell tungviktsboxare som var världsmästare 1915–1919.

## Boxningskarriär
Willard, som arbetade som cowboy, började boxas professionellt först i 27-årsåldern. 1915 blev han världsmästare i tungvikt genom att besegra Jack Johnson i Havanna på knockout i rond 26. Efter att ha försvarat sin titel mot Frank Moran 1916 förlorade Willard sedan titeln till Jack Dempsey den 4 juli 1919 i Toledo, Ohio. Matchen bröts efter tredje ronden och har kallats för "Massakern i Toledo" då Willard fick såväl okben som käkben och revben avslagna och samtidigt förlorade flera tänder. Willard var med sina 199 cm och 111 kg en av de kroppsligt största världsmästarna någonsin.

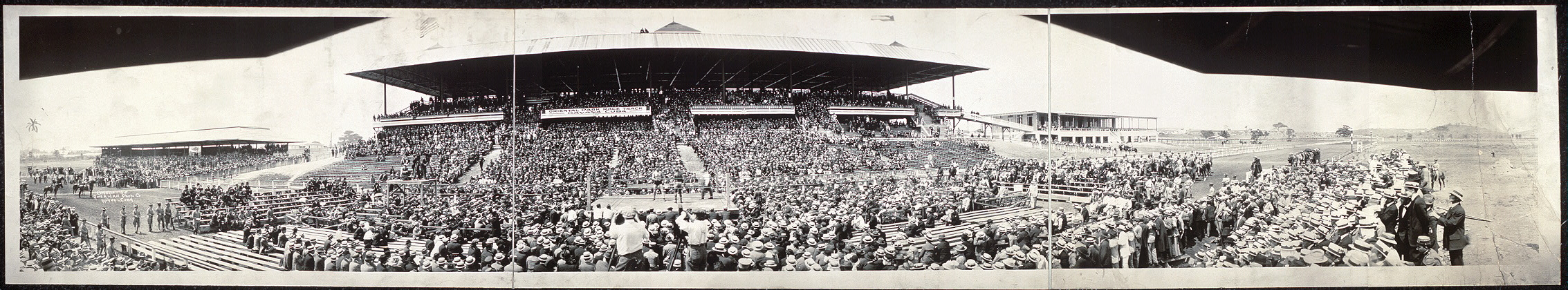
Panoramabild över Willards match mot Jack Johnson på Kuba 1915

.

### Webbsidor
- Proffsboxningsmeriter för Jess Willard från Boxrec